# Senftenberger Dialekt

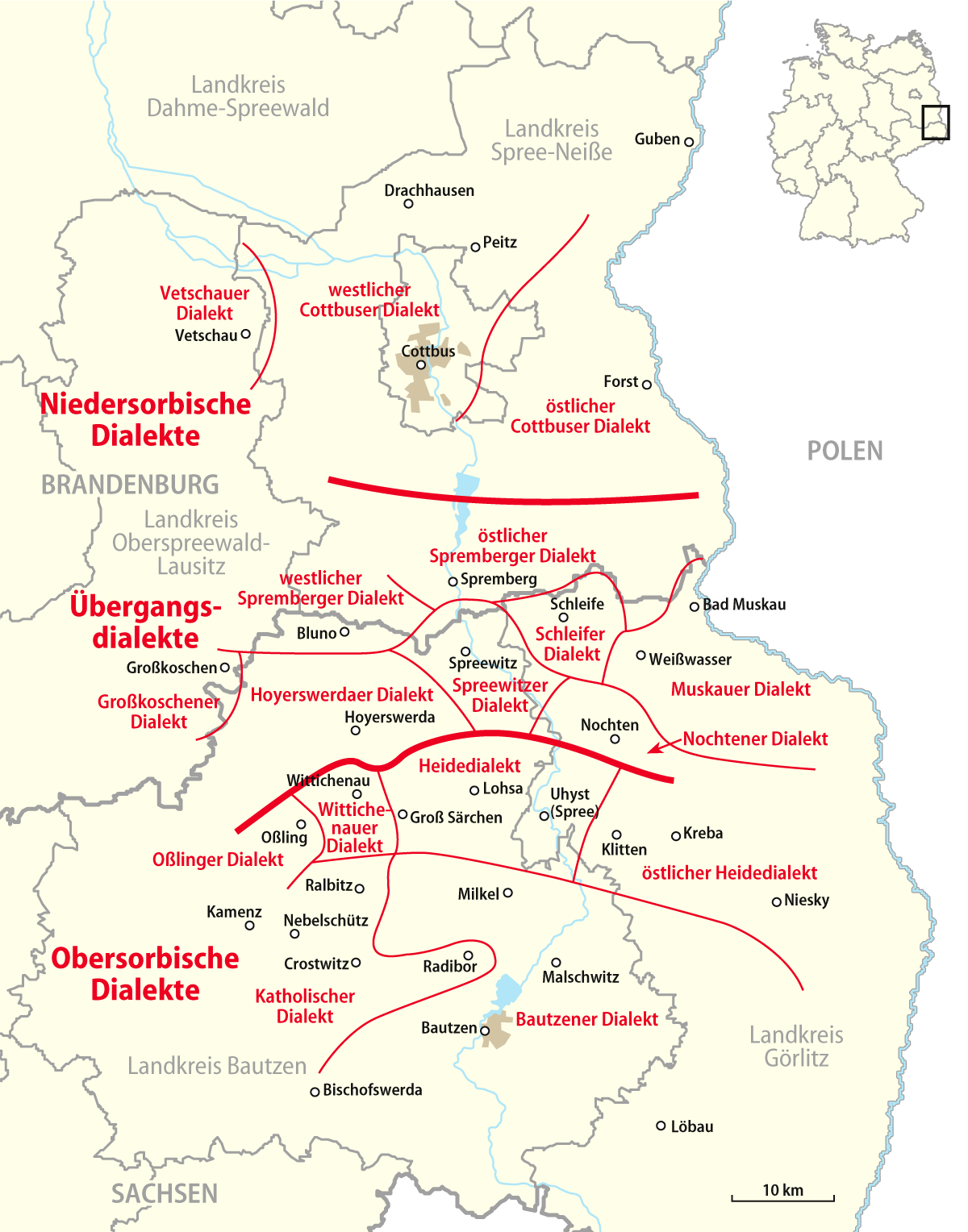
Übersichtskarte der sorbischen Dialektgebiete mit der Großkoschener Mundart als Teil des Senftenberger Dialekts

Beim Senftenberger Dialekt (sorbisch Złokomorowska narěč) handelte es sich um einen ausgestorbenen Übergangsdialekt der obersorbischen und der niedersorbischen Sprache, der in Senftenberg und seiner näheren Umgebung gesprochen wurde. Ähnlich wie beim Muskauer Dialekt kann die Nähe der jeweiligen Mundart zu den beiden Schriftsprachen (Ober- bzw. Niedersorbisch) von Ort zu Ort variieren. Im Zuge der Industrialisierung im 20. Jahrhundert wurde der Dialekt in der Stadt selbst nahezu verdrängt, später ergab sich eine ähnliche Situation in den Dörfern um Senftenberg. 
Weiterhin wurde die Assimilierung viel früher dadurch verursacht, dass die sorbisch-wendischen Gottesdienste in den Dörfern der Region im 18. und 19. Jahrhundert abgeschafft wurden (Wendisch Sorno 1830, Klettwitz 1840, Sedlitz 1864, schließlich 1878 auch in der Wendischen Kirche zu Senftenberg) und es bereits seit 1840 keinen sorbischen Unterricht mehr an den Schulen gab (die nächste Schule mit Sorbischunterricht fand sich zu DDR-Zeiten in dem Dorf Tätzschwitz im Kreis Hoyerswerda). Im Zuge der rasanten Industrialisierung ging die sorbische Sprache als Familiensprache in der ersten Hälfte des 20. Jahrhunderts verloren.
In den 1960er Jahren wurde der Dialekt, insbesondere die Großkoschener Mundart, von Sprachwissenschaftlern mithilfe der letzten Muttersprachler untersucht.